# Tayo Awosusi
Tayo Jessica Onutor, nacida Awosusi (Karlsruhe, 8 de marzo de 1978), también conocida como TAYO, es una cantante alemana de R'n'B y soul que canta en inglés, alemán y romaní. Ella misma se describe como Afro-Sintezza. No solo es musicalmente activa sino también lo es políticamente. Hizo campaña por los derechos de los sinti y los romaníes en los grupos feministas IniRromnja y RomaniPhen, y también es políticamente activa en varias otras comunidades de color.

## Trayectoria
La madre de Tayo Awosusi es la alemana Sintezza y activista de los derechos civiles Anita Awosusi, que hace campaña por los derechos de los sinti y los romaníes y es autora de investigaciones en este campo. Su padre es el músico de soul y funk Hope Awosusi. Awosusi creció en Karlsruhe, donde se graduó de la escuela secundaria en 1997. El nombre Tayo proviene del yoruba nigeriano y significa "niño de la alegría". Después de estudiar en las Universidades de Heidelberg y el Instituto Tecnológico de Karlsruhe (alemán, inglés, multimedia), Awosusi se mudó a Berlín en 2004 y desde entonces se dedica a su música.

## Carrera musical
Tayo creció en una familia de músicos. A los nueve años subió por primera vez a un escenario como cantante invitada en la banda de funk y soul de su padre (The Funky Breeze Band). Más tarde se convirtió en miembro permanente de la banda y también trabajó con otros músicos internacionales.
En 2004 se trasladó a Berlín y trabajó con Rudy Stevenson ( Orquesta de Duke Ellington ) y Ferenc Snétberger, entre otros. En 2005, Awosusi grabó la canción Kelas-Let's dance junto con Snétberger para la película de anime japonesa Fullmetal Alchemist - The Movie: Conqueror of Shamballa. A finales de 2007, Awosusi fue nominado por la Fundación Africana de la Juventud - AYF en la categoría de Medios/Animadores como Mejor Artista Pop/R'n'B.
Awosusi sincronizó varias voces resp. Actuaciones vocales para series de televisión como Cold Case, Hello Holly, Todd's Amazing World y Ricky Sprocket . Awosusi está trabajando actualmente con su productor Loomis Green (guitarrista de Jan Delay) en su primer álbum.

## Otras actividades
Tayo Awosusi se involucró como escritora y performer en la performance feminista Me volví decidida contra la tutela, una lectura performativa de la IniRromnja con aportes fílmicos en memoria de la cineasta Melanie Spitta. 
En 2017 estrenó la película documental Phral mende - Wir über uns. Perspectivas de Sinti* y Roma* en Alemania, que se estrenó en el Museo Judío de Berlín. 

## Obras
- Tayo Onutor: Con una solicitud de introducción, en: Dossier: Perspectivas y análisis de los sinti y los gitanos en Alemania, ed. de la Fundación Heinrich Böll, 3. diciembre 2014
- Tayo Awosusi-Onutor: " Hemos aprendido a ser aceptados " - Pensamientos sobre #metwo, ed, por la Fundación Heinrich Böll,22. noviembre de 2018
- Tayo Awosusi-Onutor: " Kek Ducho - Una perspectiva romaní negra sobre el racismo y la cultura del recuerdo ", ed. de la Fundación Heinrich Böll, 12. junio 2020